# 吉村祥子
吉村 祥子（よしむら しょうこ、1968年10月14日 - ）は、日本の女子レスリング選手。2004年、引退。神奈川県藤沢市出身。ウイントアーツ所属。坂本涼子、飯島晶子（のちの成国晶子）らとともに日本女子レスリング黎明期を支えた。

## 所属したチーム
- 成城学園高
- 成城大学
- スポーツ東急
- エステティックTBC TBCグループ株式会社／インセル株式会社

## 役職
- （財）日本レスリング協会特定理事
- （財）日本レスリング協会強化委員会・強化委員
- 全日本マスターズ連盟・理事
- JOC日本オリンピック委員会専任コーチングディレクター（ジュニア担当）
- JOCエリートアカデミーコーチ
- 女子ナショナルチームコーチ
- 代々木クラブコーチ
- FILA国際レスリング連盟殿堂入り
- FILA認定国際コーチングライセンス

## 来歴
元々はクラッシュギャルズに憧れプロレスラーを目指していたが、プロレスを通じて出会った福田富昭から誘われ、成城学園高校3年でレスリングを始める。初の実戦は1986年世界女子フェスティバル代表選考会決勝で新宅みかをピンフォールで下す。世界女子フェスティバルでは準優勝。
成城大学1年で全日本女子オープントーナメント優勝。全日本女子選手権では当時中学生だった山本美憂に判定負けするも、第1回世界選手権に出場し銅メダルを獲得。3年時には日本人2人目の金メダルを獲得（日本人初は先に試合のあった清水美弥子）。
卒業後は東京ビューティーセンター（のちのエステティックTBC）に入社。
世界選手権10回出場のうち5度の金メダルを含む9個のメダルを獲得した。
1996年に左膝を手術して一度戦線離脱も、1997年にカムバック。
2003年、中国遠征で負傷して戦線離脱。
女子レスリングが新たに加わったアテネ五輪出場を逃し、2004年11月、現役引退。
代々木クラブで指導者として活躍する一方、2009年からはナショナルチームのコーチも務める。
2009年3月、国際レスリング殿堂入りを果たした。世界女子では5人目。日本人女子では浦野弥生に続き2人目。

## 戦績
- 1987年全日本女子選手権 44 kg級 準優勝
- 1987年世界女子選手権 44 kg級 3位
- 1988年全日本女子選手権 44 kg級 準優勝
- 1989年全日本女子選手権 44 kg級 優勝
- 1989年世界女子選手権 44 kg級 優勝
- 1990年全日本女子選手権 44 kg級 優勝
- 1990年世界女子選手権 44 kg級 優勝
- 1991年全日本女子選手権 44 kg級 計量棄権
- 1991年世界女子選手権 44 kg級 3位
- 1992年全日本女子選手権 44 kg級 優勝
- 1992年世界女子選手権 44 kg級 準優勝
- 1993年全日本女子選手権 44 kg級 優勝
- 1993年世界女子選手権 44 kg級 優勝
- 1994年全日本女子選手権 44 kg級 優勝
- 1994年世界女子選手権 44 kg級 優勝
- 1995年全日本女子選手権 44 kg級 優勝
- 1995年世界女子選手権 44 kg級 優勝
- 1996年アジア女子選手権 44 kg級 優勝
- 1996年全日本女子選手権 44 kg級 優勝
- 1996年世界女子選手権 44 kg級 3位
- 1997年アジア女子選手権 46 kg級 優勝
- 1998年全日本女子選手権 46 kg級 準優勝
- 1999年世界女子選手権 46 kg級 4位
- 2000年アジア女子選手権 46 kg級 優勝
- 2001年全日本女子選手権 46 kg級 優勝
- 2002年全日本選手権 48 kg級 準優勝
- 2003年全日本選手権 48 kg級 ベスト8